# Kenny Creek (Silver Creek)
Der Kenny Creek ist ein etwa 34 km langer linker Nebenfluss des Silver Creek in der Stikine Region, im Nordwesten der kanadischen Provinz British Columbia. 

## Flusslauf
Der Kenny Creek entspringt 11 km nordöstlich von Takla Landing am Hogem Pass auf einer Höhe von etwa 1100 m. Er fließt in ostnordöstlicher Richtung durch das Bergland der Interior Mountains und mündet schließlich auf einer Höhe von etwa 930 m in den Silver Creek, ein rechter Nebenfluss des Omineca River. Am Flusslauf liegen mehrere Seen: Humphrey Lake, Tom Lake, Fable Lake, Byrnes Lake und Silver Lake.
Ursprünglich wurde 1868 am Silver Creek Gold entdeckt, aber erst in den 1930er Jahren wurde über die Förderung aus dem Silver Creek und Kenny Creek berichtet. In den Jahren 1935 und 1954 wurden Bohrungen zur Erkundung des Silver Creek durchgeführt und die Arbeiten anschließend sporadisch fortgesetzt. Der Kenny Creek als auch der Silver Creek besitzen breite Täler mit mächtigen Kiesbänken auf beiden Seiten. Seifengold wurde in flachen präglazialen Schottern auf oder unmittelbar über dem anstehenden Gestein angetroffen.
Arqueritnuggets aus Silber und Quecksilber sowie Felsbrocken aus Cinnabarit mit einem Durchmesser von bis zu 60 cm wurden auch im Silver Creek in der Nähe seines Zusammenflusses mit dem Kenny Creek gefunden.